# Tục thờ ếch

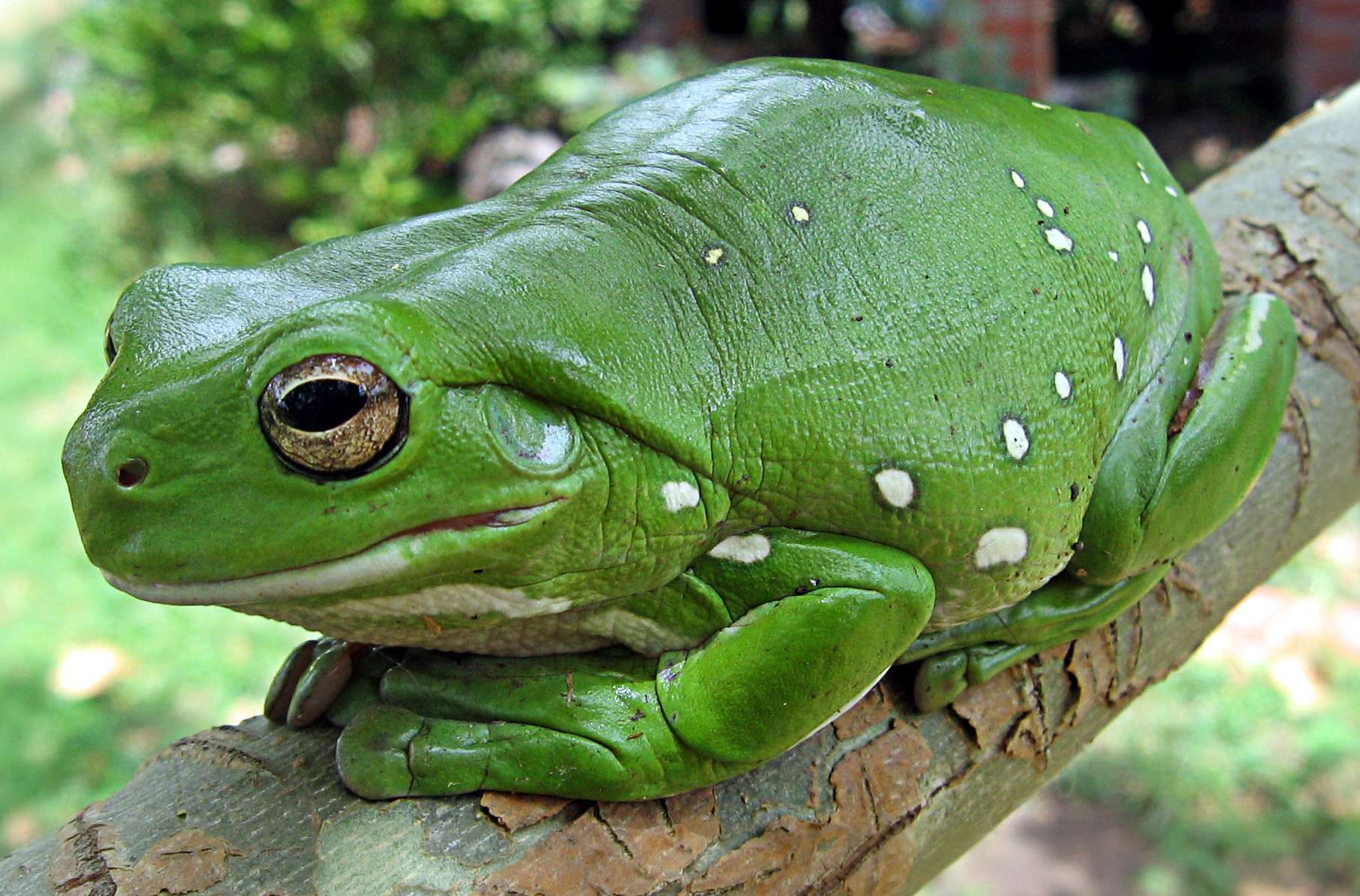
Ếch

Tục thờ ếch hay tín ngưỡng thờ ếch là hình thức thờ cúng con ếch được cho xuất phát từ nền văn hoá của người Bách Việt. Theo sử sách ghi lại thì người Bách Việt chủ yếu sống bằng nghề nông từng sinh sống ở phía nam Trung Quốc như khu vực Quảng Đông, Phúc Kiến, khu vực người choang của Quảng Tây, khu vực dân tộc Lê ở Lương Sơn của tỉnh Tứ Xuyên, Hồ Nam, Hải Nam. Do khả năng sinh sản mạnh mẽ của con ếch nên việc thờ cúng ếch cũng được cho là tín ngưỡng thờ sinh thực khí. Một số tác phẩm nghệ thuật được tìm thấy của nhà nước Nam Việt đã phản ánh sự kết hợp giữa văn hóa đồng bằng Trung Bộ và tín ngưỡng thờ ếch.